# Stephen Gelbart
Stephen Samuel Gelbart est né le 12 juin 1946 à Syracuse, dans l'État de New York. C’est un mathématicien israélo-américain, qui étudie la théorie des nombres, la théorie des représentations et les fonctions automorphes (en).

## Carrière
Stephen Gelbart étudie à l’université Cornell, où il obtient sa licence en 1967, et à l’université de Princeton, où il obtient le master un an plus tard. C'est là qu’il reçoit le grade de docteur, en 1970, sous la direction d’Elias Stein, sur le thème de l’analyse de Fourier dans les espaces matriciels. En 1971, il est professeur assistant, puis professeur associé en 1975 et professeur en titre à partir 1980, toujours à l’université de Cornell. Quatre ans plus tard, il devient professeur à l’Institut Weizmann pour les sciences. Il travaille en 1972/73 à l'Institute for Advanced Study et est invité à enseigner à l’université hébraïque et à l’université de Tel-Aviv. Il est aussi professeur invité à Berkeley en 1997 et à Yale en 2004. Stephen Gelbart est l'un des moteurs de la poursuite du programme de Langlands, initié par Robert Langlands, pour le lien entre les fonctions L de la théorie des nombres et les représentations automorphes. Il est président de l’Union mathématique israélienne de 1994 à 1996.

## Sélection de publications
- Automorphic Forms on Adele Groups, coll. « Annals of Mathematical Studies » (n° 83), PUP, 1975
- « An Elementary Introduction to the Langlands Program », dans Bull. Amer. Math. Soc., vol. 10, n° 2, 1984, p. 177-219
- « Riemann's Zeta Function and Beyond », avec Stephen D. Miller, dans Bull. Amer. Math. Soc., vol. 41, n° 1, 2004, p. 59-112
- « Lectures on automorphic L-Functions », avec James Arthur, dans L-functions and Arithmetic, Durham Symposium 1989, CUP, 1991